# Sidobunder
Sidobunder is een bestuurslaag in het regentschap Kebumen van de provincie Midden-Java, Indonesië. Sidobunder telt 2029 inwoners (volkstelling 2010).